# هيروشي كاواجوتشي
هيروشي كاواجوتشي (باليابانية: 川口 浩) هو ممثل ياباني، ولد في 22 أغسطس 1936 بطوكيو في اليابان، وتوفي في 11 نوفمبر 1987 بسبب سرطان.

## وصلات خارجية
- هيروشي كاواجوتشي على موقع IMDb (الإنجليزية)
- هيروشي كاواجوتشي على موقع أول موفي (الإنجليزية)
- هيروشي كاواجوتشي على موقع قاعدة بيانات الفيلم (الإنجليزية)